# Septimiu-Sebastian Bourceanu
Septimiu-Sebastian Bourceanu (n. 13 mai 1979, București, România) este un senator român, ales în 2020 din partea PNL. 